# Liste der Kulturgüter in Ardon
Die Liste der Kulturgüter in Ardon enthält alle Objekte in der Gemeinde Ardon im Kanton Wallis, die gemäss der Haager Konvention zum Schutz von Kulturgut bei bewaffneten Konflikten, dem Bundesgesetz vom 20. Juni 2014 über den Schutz der Kulturgüter bei bewaffneten Konflikten sowie der Verordnung vom 29. Oktober 2014 über den Schutz der Kulturgüter bei bewaffneten Konflikten unter Schutz stehen.
Objekte der Kategorie A sind im Gemeindegebiet nicht ausgewiesen, Objekte der Kategorie B sind vollständig in der Liste enthalten, Objekte der Kategorie C fehlen zurzeit (Stand: 1. Januar 2023).

## Kulturgüter
| Foto |                                                                                                   | Objekt | Kat. | Typ | Standort                           | Beschreibung |
| ---- | ------------------------------------------------------------------------------------------------- | --- | ---- | --- | ---------------------------------- | ------------ |
| ja   | Datei hochladen · Wikidata zu Kirche Saint-Jean (Q29891868)                                       | Kirche Saint-Jean / Église St-Jean KGS-Nr.: 06593                                                                 | B    | G   | Rue Pré-l'Evêque 2 585955 / 117627 |              |
| BW   | Datei hochladen · Wikidata zu Ruinen Schloss Crêt (Q29891869)                                     | Ruinen des Château du Crêt mit Zisterne / Ruines du château du Crêt avec citerne KGS-Nr.: 06594                   | B    | F   | Route de la Vallée 585580 / 118140 |              |
| BW   | Datei hochladen · Wikidata zu Villa Delaloye (Q131362313)                                         | Villa Delaloye KGS-Nr.: 06628                                                                                     | B    | G   | Rue du Biais 14 586312 / 117842    |              |
| ja   | Datei hochladen · Wikidata zu Wasserkraftwerk an der Lizerne (Q131362717)                         | Wasserkraftwerk an der Lizerne / Usine hydroélectrique de la Lizerne KGS-Nr.: 06646                               | B    | G   | Rue des Forges 2 585950 / 118375   |              |
| BW   | Datei hochladen · Wikidata zu Gebäude «La Pontaise» (Q131363476)                                  | Gebäude «La Pontaise» / Bâtiment «La Pontaise» KGS-Nr.: 06758                                                     | B    | G   | Rue du Château 6 585797 / 117753   |              |
| BW   | Datei hochladen · Wikidata zu Kirche Saint-Jean, archäologische Stätte der Römerzeit (Q131363671) | Kirche Saint-Jean, archäologische Stätte der Römerzeit / Église St-Jean, site archéologique romain KGS-Nr.: 17239 | B    | F   | 585955 / 117628                    |              |